# Nukleofil acylsubstitution
Nukleofil acylsubstitutionbeskriver en substitutionsreaktion, der involvere nukleofile og acyl-forbindelser. I denne type reaktion erstatter en nukleofil, som eksempelvis en alkohol, amin eller enolat – en leaving group på et acyl-derivat – som et syrehalid, anhydrid eller ester. Dette resulterer i et produkt i form af en forbindelse indeholdende carbonyl, hvor nukleofilen har overtaget leaving grouppens plads i det oprindelige acylderivat. Da acylderivater reagerer med en lang række forskellige nuklefiler, og fordi produktet kan afhænge af særligt typen af acylderivatet og den nukleofil, der er involveret, kan nuklefil acylsubstitutionsreaktioner bruges til at syntetisere en lang række forskellige produkter.
Reaktionen kan foregå under både sure og basiske forhold.
Sure betingelser
Basiske betingelser